# 富島町 (兵庫県)
富島町（としまちょう）は、兵庫県津名郡にあった町。現在の淡路市富島・石田にあたる。本項では町制前の名称である富島村（としまむら）についても述べる。

## 地理
- 海洋：播磨灘

## 歴史
- 1877年（明治10年）頃 - 近世以来の机浦・石田村が合併して富島村となる。
- 1889年（明治22年）4月1日 - 町村制施行により津名郡富島村が発足。
- 1924年（大正13年）4月1日 - 町制施行して富島町となる。
- 1955年（昭和30年）3月22日 - 浅野村・育波村・仁井村・野島村・室津村と合併して北淡町が発足。同日富島町廃止。

## 交通

### 道路
現在は旧町域を神戸淡路鳴門自動車道が通過するが、当時は未開通。